# Royuela de Río Franco
Royuela de Río Franco ist eine nordspanische Landgemeinde (municipio) mit 170 Einwohnern (Stand: 2024) im Süden der Provinz Burgos in der Autonomen Gemeinschaft Kastilien-León. Zur Gemeinde gehört neben dem Hauptort Royuela noch die Ortschaft La Veguecilla.

## Lage und Klima
Royuela de Río Franco liegt in der kastilischen Hochebene (meseta) gut 48 km südsüdwestlich der Provinzhauptstadt Burgos in einer Höhe von ca. 845 m. Das Klima ist gemäßigt bis warm; Regen (ca. 543 mm/Jahr) fällt übers Jahr verteilt.

## Bevölkerungsentwicklung
| Jahr      | 1970 | 1981 | 1991 | 2001 | 2011 | 2021 |
| Einwohner | 707  | 473  | 394  | 333  | 236  | 177  |

## Sehenswürdigkeiten
- Petruskirche (Iglesia de San Pedro) in Royuela de Río Franco